# ميليسا ريفيس
ميليسا ريفيس (بالإنجليزية: Melissa Reeves) هي ممثلة أمريكية، ولدت في 14 مارس 1967 في إيتونتاون في الولايات المتحدة.

## أعمال

### مسلسلات
- سانتا باربرا

## وصلات خارجية
- ميليسا ريفيس على موقع IMDb (الإنجليزية)
- ميليسا ريفيس على موقع ألو سيني (الفرنسية)
- ميليسا ريفيس على موقع أول موفي (الإنجليزية)
- ميليسا ريفيس على موقع قاعدة بيانات الفيلم (الإنجليزية)
- ميليسا ريفيس على موقع كينوبويسك (الروسية)